# 930
| 930                |
| ------------------ |
| Dødsfald - Fødsler |
|                    |

| Gregoriansk kalender | 930 CMXXX               |
| Ab urbe condita      | 1683                    |
| Armensk kalender     | 379 ԹՎ ՅՀԹ              |
| Kinesiske kalender   | 3626 – 3627 己丑 – 庚寅 |
| Etiopisk kalender    | 922 – 923               |
| Jødisk kalender      | 4690 – 4691             |
| Hindukalendere       |                         |
| - Vikram Samvat      | 985 – 986               |
| - Shaka Samvat       | 852 – 853               |
| - Kali Yuga          | 4031 – 4032             |
| Iransk kalender      | 308 – 309               |
| Islamisk kalender    | 318 – 319               |

Se også 930 (tal)

## Begivenheder
- Altinget oprettes på Island